# Oberstufen- und Abiturverordnung
Die Oberstufen- und Abiturverordnung (OAVO) ist eine Verordnung, welche in Ergänzung zum jeweiligen Schulgesetz eines Bundeslandes der Bundesrepublik Deutschland die Rechtsgrundlagen für die gymnasiale Oberstufe und die Abiturprüfung an allgemeinbildenden Gymnasien darstellt. Sie wird vom Kultusministerium des jeweiligen Bundeslandes erlassen. Alle Bundesländer haben sich durch Beschluss der Kultusministerkonferenz (KMK) dazu verpflichtet, die neuen Regelungen zur Oberstufe und zur Abiturprüfung spätestens für Schülerinnen und Schüler, die ab 2011 in die Qualifikationsphase eintreten, umzusetzen. Sie löst damit die bisher gültige Verordnung über die gymnasiale Oberstufe (VOGO) ab.